# Pittosporum tenuifolium
Pittosporum tenuifolium Gaertn.,1788 è un arbusto della famiglia Pittosporaceae, originario della Nuova Zelanda, ove è noto con il nome maori kōhūhū.

## Descrizione
Si presenta con foglie di forma ovato-oblunghe e di colore verde chiaro della dimensione da 3 a 6 centimetri.
La fioritura avviene in aprile con fiori scuri tendenti al marrone-porpora e che esalano un leggero profumo di vaniglia.

## Ecologia
È pianta molto visitata dalle api per il suo nettare.

## Tassonomia

### Varietà
La specie si presenta con numerose varietà tra cui:
- Augyrophillum - con foglie variegate di bianco.
- Aureo-variegatum - con foglie picchiettate di giallo
- Garnettii - con foglie bordate in bianco tendente al crema
- Irene Patterson - con foglie macchiate di bianco-crema, detto anche pitosforo nevato
- Purpureum - con foglie tendenti al bronzo
- Silver queen - con foglie striate in grigio-argento
- Variegatum - con portamento del fusto colonnare e foglie acuminate di colore verde chiaro con margine bianco

Alcune varietà come la Silver queen  e la nevato vengono anche usate come fronde recise per confezionare mazzi di fiori.